# دار الورثة (مسلسل)
دار الورثة سلسلة كوميدية مغربية من إخراج هشام الجباري سنة 2009، ومن بطولة الفنان القدير عبد الجبار لوزير مع فضيلة بنموسى، عبد الصمد مفتاح الخير، البشير واكين، عزيز العلوي، إلهام واعزيز، محمد الحبيب البلغيتي، سعاد الرتبي، هاجر عدنان، وغيرهم. بثت السلسلة في شهر رمضان لموسمين على القناة الأولى المغربية.
نجحت السلسلة نجحا كبيرا، حيث حقق الموسم الأول نسب مشاهدة عالية، ما شجع صناع السلسلة للإنتاج موسم ثاني حقق بدوره النجاح المنتظر، ويُرجع النقاد هذا النجاح لمجموعة من العوامل أهمها بنظرهم هو السيناريو ثم الاخراج المتميز وكذلك الجو العام الذي تدور فيه الأحداث بالإضافة إلى طبيعة الشخصيات، ما جعل من دار الورثة واحد من أفضل المسلسلات الكوميدية التي عرضها التلفزيون المغربي.

## قصة المسلسل
تحكي السلسلة قصة كبور رجل من الطراز القديم يملك رياضا يوجد بمنطقة تحولت معظم دورها إلى عمارات شاهقة، لكن الرجل متشبث بأن يظل الرياض على حاله باعتباره إرثا امتلكه أبا عن جد، ورفض جميع العروض التي تقدمت له من أجل بيعه غير مكترث باقتراحات أبنائه الذين أرغمهم على السكن معه في الرياض ذاته من أجل الحفاظ على المفهوم التقليدي للعائلة المغربية، حيث يجتمع الأب وأبناؤه وحفيدته في نفس الدار. لكن في الوقت الحاضر أصبح الأمر صعبا بسبب التفاوت في العقليات واختلاف الإكراهات، الأمر الذي يجعل كبور يقع مع أبنائه وبناته في أحداث ومواقف طريفة تزيدها حدة طبيعة الظروف الاقتصادية والاجتماعية المعاشة في وقتنا هذا مما يدفع الأبناء وزوجاتهم إلى اعتبار الرياض منفذهم الوحيد لتحسين وضعهم المادي، الشيء الذي لن يروق للأب كبور الذي سيواجه ذلك بتخريجاته الهزلية ومراوغاته الطريفة لجميع المقالب التي يريد أبناؤه وضعه فيها.

## طاقم التمثيل
| الممثل                | الدور   | الشخصية |
| --------------------- | ------- | --- |
| عبد الجبار لوزير      | كبور    | هو رجل عجوز وتقليدي لأقصى درجة، ظل وفيا لروح زوجته المتوفية ولم يتزوج بعدها أبدا، يعيش مع أبنائه وزوجاتهم والأحفاد مجتمعين في الرياض، ومعتبرا الرياض إرثا ورثه أبا عن جد يحاول بشتى الوسائل إفشال خطط أبنائه لبيعه.                                                                          |
| فضيلة بنموسى          | زهور    | هي البنت الكبرى للأب كبور، تعاني من نظرة المجتمع لها باعتبارها عانس وفاتها قطار الزواج، وبسبب ذلك فهي تجتهد كثيرا في البحث عن زوج، ما يجعلها ضحية للطامعين في رياض والدها، قبل أن تلتقي زوجها لحبيب ويصبح هو شغلها الشاغل.                                                                   |
| عبد الصمد مفتاح الخير | هشام    | هو الابن الأصغر للأب كبور، يحب الموسيقى ويعمل قائد جوق شعبي، ومتزوج من إكرام وهي مغنية معه في الجوق، ويطمحان لاحتراف الموسيقى والشهرة، ما يجعلهما يستعجلان بيع الرياض لأخذ نصيبهما وتحقيق أحلامهما.                                                                                          |
| البشير واكين          | السالمي | هو زوج بشرى ابنة الحاج كبور، يعمل سمسار قضايا في المحكمة، حيث يطبع شخصيته كثير من الخبث والمكر، كما أنه شخص وصولي لأقصى درجة، ويكون هو غالبا وراء الخطط والألاعيب التي يحيكها أبناء كبور لوالدهم في سبيل بيع الرياض.                                                                         |
| عزيز العلوي           | لحبيب   | هو زوج زهور ابنة الأب كبور، ويساعد الأب كبور في البازار، ويأتمنه على المدخول ويضع فيه ثقته الكاملة لحفظه بعيدا عن أيادي أبنائه. لكن ما يعاب عليه هو سذاجته وطيبة قلبه الزائدة، كما يعاب عليه حبه الكبير للطعام وشراهته في تناوله.                                                            |
| إلهام واعزيز          | فنيدة   | زوجة علي ابن الحاج كبور، وهي القائمة بأمور البيت من طبخ وتنظيف وغيرها، هي أيضا تقليدية في طبعها ولم تتخلى يوما عن العادات والتقاليد التي تربت عليها في الريف، ما يجعل تأقلمها مع أجواء المدينة صعبا بعض الشيء، هذا بالإضافة إلى إيمانها الكبير بأمور السحر والشعوذة.                         |
| محمد الحبيب البلغيتي  | علي     | هو الإبن الأكبر للأب كبور، شاب مثقف وحاصل على شهادة، لكنه يعاني من البطالة ويعتصم مرارا احتجاجا على حقه في التوظيف، معروف بأنه متميز في كل ما يتعلق بالحسابات والميزانية، ما يجعله يلح إلحاحا شديدا على والده ليدير محله في البازار. دائم الشجار مع زوجته فنيدة بسبب اعتقادها بأمور الشعوذة. |
| سعاد الرتبي           | بشرى    | هي الإبنة الصغرى للأب كبور، تعمل كمحامية وتدّعي النجاح في مهنتها على الرغم من علم الجميع بأنها لم تربح قضية قط. |
| هاجر عدنان            | إكرام   | هي زوجة هشام ابن كبور الأصغر، تحلم مع زوجها باحتراف الغناء والشهرة، ما يجعلها تدفعه دائما للضغط على والده لبيع الرياض. |

## وصلات خارجية
- دار الورثة على موقع IMDb (الإنجليزية)
- دار الورثة على موقع قاعدة بيانات الأفلام العربية